# Jay Wright
Jerold Taylor Wright jr., detto Jay (Churchville, 24 dicembre 1961), è un allenatore di pallacanestro ed ex cestista statunitense.
Nel 2021 è stato inserito fra i membri del Naismith Memorial Basketball Hall of Fame.

## Palmarès
- Titoli NCAA: 2

Villanova Wildcats: 2016, 2018
- Naismith College Coach of the Year (2006, 2016)
- John R. Wooden Award (2018)